# Religia w województwie śląskim
Religia w województwie śląskim – artykuł zawiera listę kościołów i związków wyznaniowych działających na terenie województwa śląskiego.

## Chrześcijaństwo

### Kościół katolicki

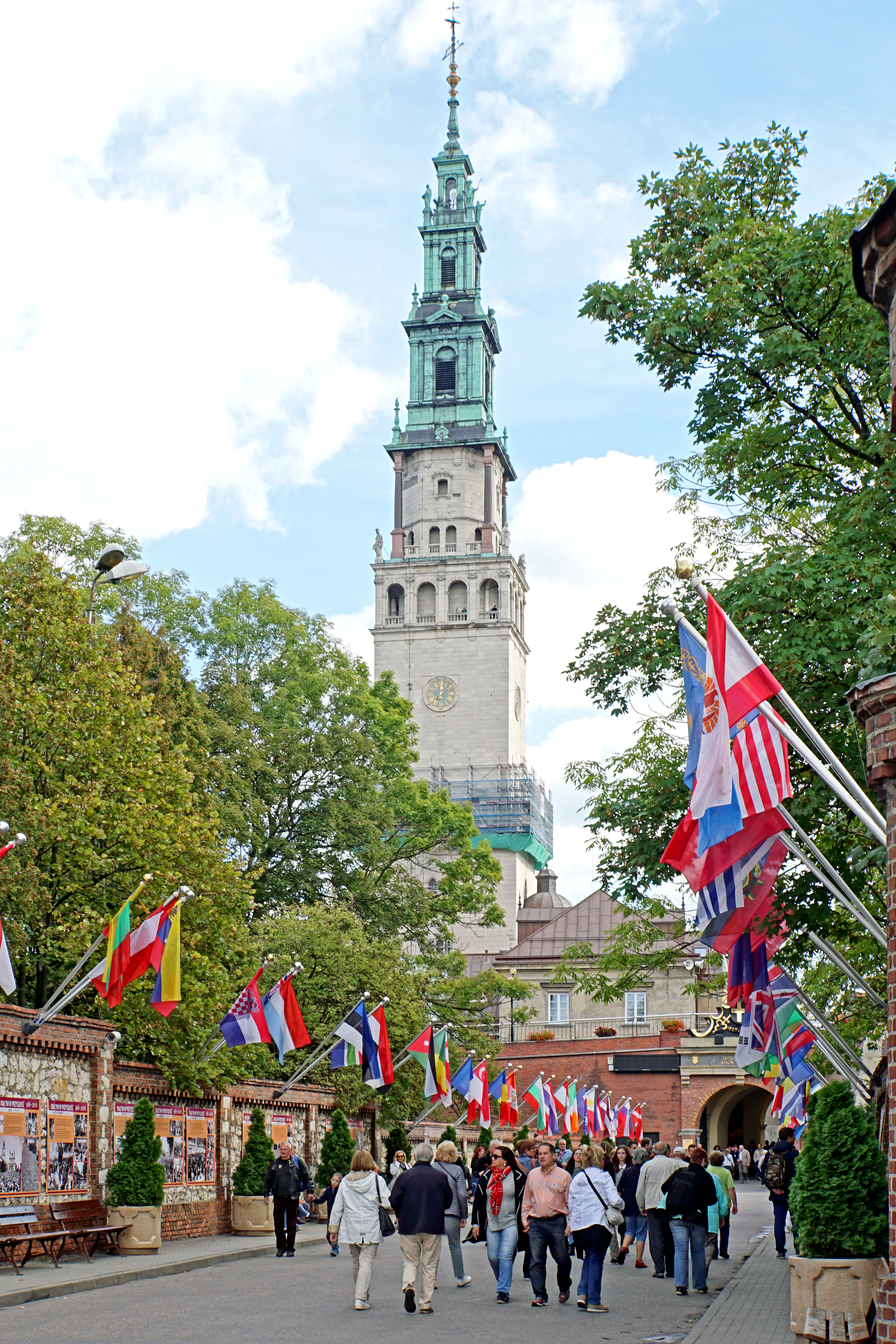
Klasztor Jasnogórski w Częstochowie

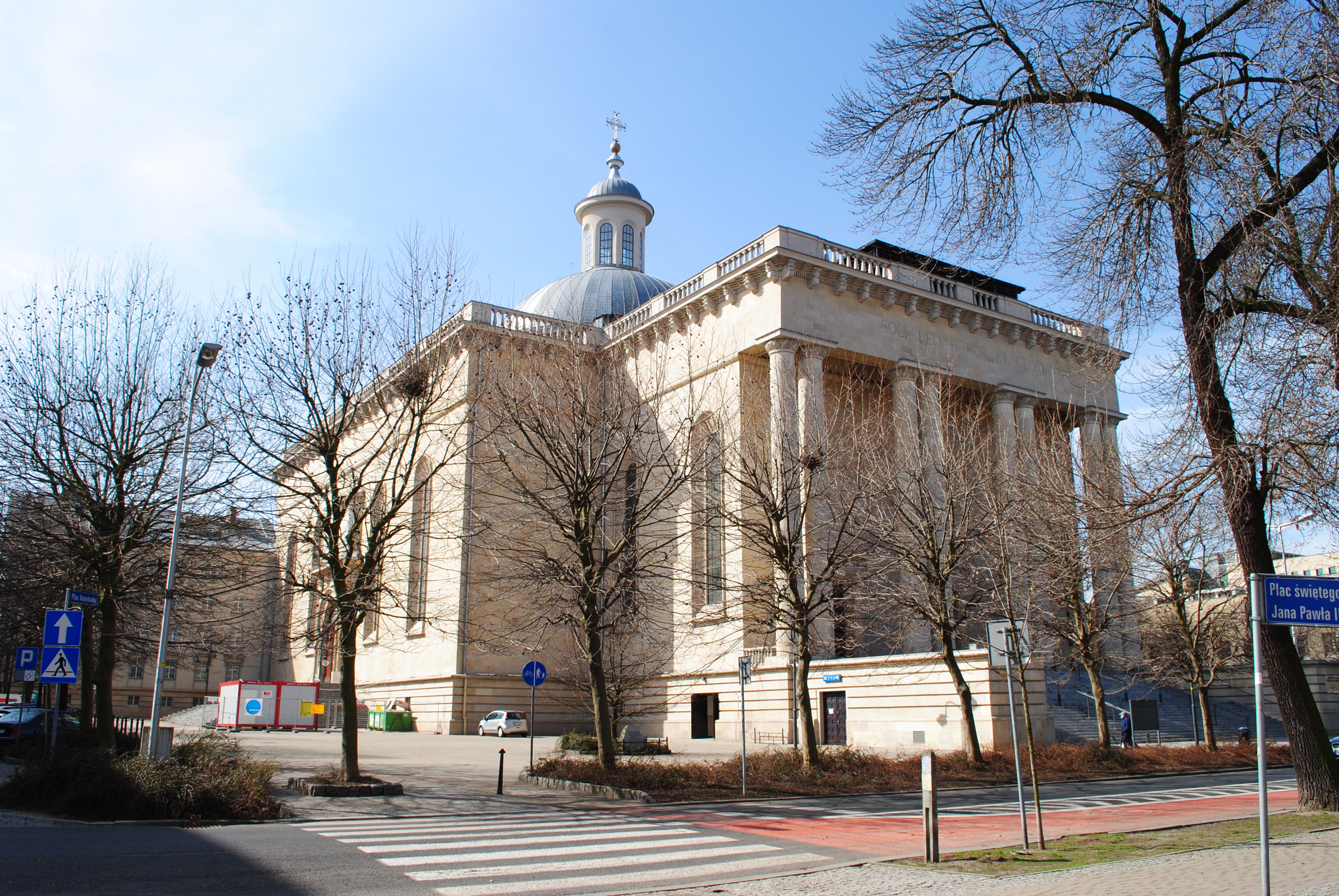
Archikatedra Chrystusa Króla w Katowicach

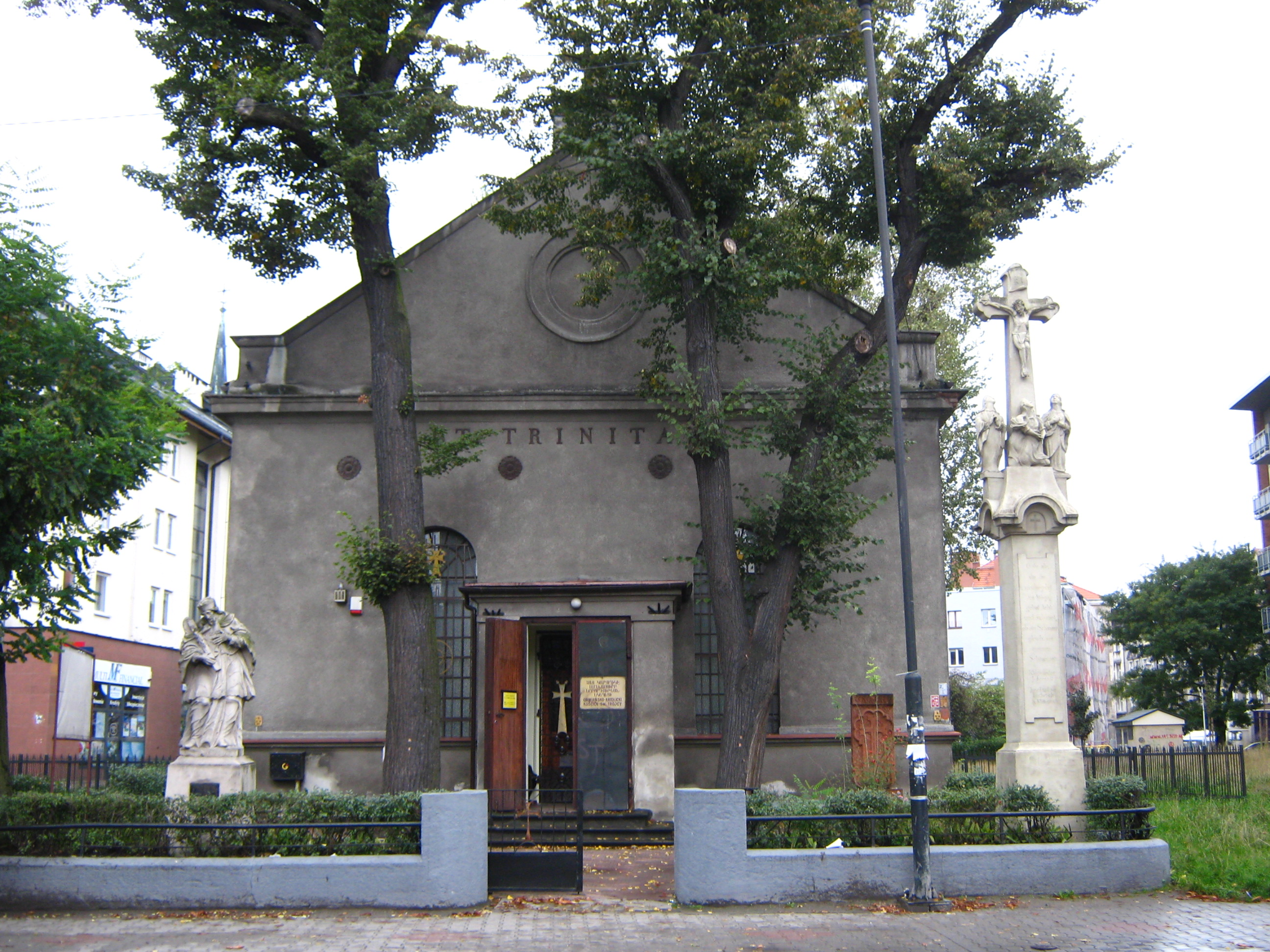
Kościół ormiańskokatolicki Trójcy Świętej w Gliwicach

#### Obrządek łaciński
- Metropolia częstochowska
  - Archidiecezja częstochowska[1]
    - Region częstochowski – dekanaty: Blachownia; Częstochowa – Najświętszej Maryi Panny Jasnogórskiej; Częstochowa – Podwyższenia Krzyża Świętego; Częstochowa – św. Antoniego z Padwy; Częstochowa – św. Józefa; Częstochowa – św. Wojciecha; Częstochowa – św. Zygmunta; Kłobuck; Miedźno; Mstów; Olsztyn; Poraj; Truskolasy
    - Region radomszczański (część) – dekanaty: Gidle (część); Pajęczno (część)
    - Region wieluński (część) – dekanat Krzepice (część)
    - Region zawierciański – dekanaty: Koziegłowy; Myszków; Zawiercie – Najświętszej Maryi Panny Królowej Polski; Zawiercie – Świętych Piotra i Pawła; Żarki

  - Diecezja sosnowiecka (część) – dekanaty: będziński – Przenajświętszej Trójcy; będziński – św. Jana Pawła II; czeladzki; dąbrowski – Najświętszego Serca Pana Jezusa; dąbrowski – Najświętszej Maryi Panny Anielskiej; dąbrowski – św. Antoniego z Padwy; jaworznicki – Najświętszej Maryi Panny Nieustającej Pomocy; jaworznicki – św. Wojciecha; łazowski; pilicki (część); sączowski; siewierski; sławkowski (część); sosnowiecki – Chrystusa Króla; sosnowiecki – św. Barbary; sosnowiecki – św. Jadwigi Śląskiej; sosnowiecki – św. Tomasza Apostoła; sosnowiecki – Wniebowzięcia Najświętszej Maryi Panny; wolbromski – św. Katarzyny (część)[2]
- Metropolia katowicka
  - Archidiecezja katowicka – dekanaty: Bieruń; Boguszowice; Chorzów; Chorzów Batory; Dębieńsko; Golejów; Gorzyce Śląskie; Jastrzębie Górne; Jastrzębie-Zdrój; Katowice–Bogucice; Katowice–Panewniki; Katowice–Piotrowice; Katowice–Śródmieście; Katowice–Załęże; Knurów; Kochłowice; Lędziny; Łaziska; Miedźna; Mikołów; Mysłowice; Niedobczyce; Orzesze; Pawłowice Śląskie; Piekary Śląskie; Pogrzebień; Pszczyna; Pszów; Ruda Śląska; Rybnik; Siemianowice Śląskie; Suszec; Świętochłowice; Tychy Nowe; Tychy Stare; Wodzisław Śląski; Żory[3]
  - Diecezja gliwicka (część) – dekanaty: Bytom; Bytom–Miechowice; Gliwice; Gliwice–Łabędy; Gliwice–Ostropa; Gliwice–Sośnica; Kuźnia Raciborska (część); Lubliniec; Pławniowice; Pyskowice; Sadów; Stare Tarnowice; Tarnowskie Góry; Toszek; Woźniki; Zabrze; Zabrze–Mikulczyce; Żyglin[4]
  - Diecezja opolska (część) – dekanaty: Dobrodzień (część); Łany (część); Olesno (część); Racibórz; Tworków; Ujazd Śląski (część); Zawadzkie (część)[5]
- Metropolia krakowska
  - Archidiecezja krakowska (część) – dekanat Sucha Beskidzka (część)
  - Diecezja kielecka (część) – dekanaty: koniecpolski (część); lelowski; szczekociński (część); żarnowiecki (część)
  - Diecezja bielsko-żywiecka (część) – dekanaty: Bielsko-Biała I – Centrum; Bielsko-Biała II – Stare Bielsko; Bielsko-Biała III – Wschód; Jasienica; Cieszyn; Czechowice-Dziedzice; Goleszów; Istebna; Jeleśnia; Kęty (część); Łodygowice; Milówka; Radziechowy; Skoczów; Strumień; Wilamowice; Wisła; Żywiec[6]

#### Obrządek bizantyjsko-ukraiński
- Kościół greckokatolicki
  - Eparchia wrocławsko-gdańska
    - Dekanat wrocławski (część) – parafie: Gliwice; Katowice[7] (placówki duszpasterskie: Częstochowa[8], Pszczyna[9])

#### Obrządek ormiański
- Kościół katolicki obrządku ormiańskiego – parafia: Gliwice[10]

### Starokatolicyzm
- Kościół Polskokatolicki

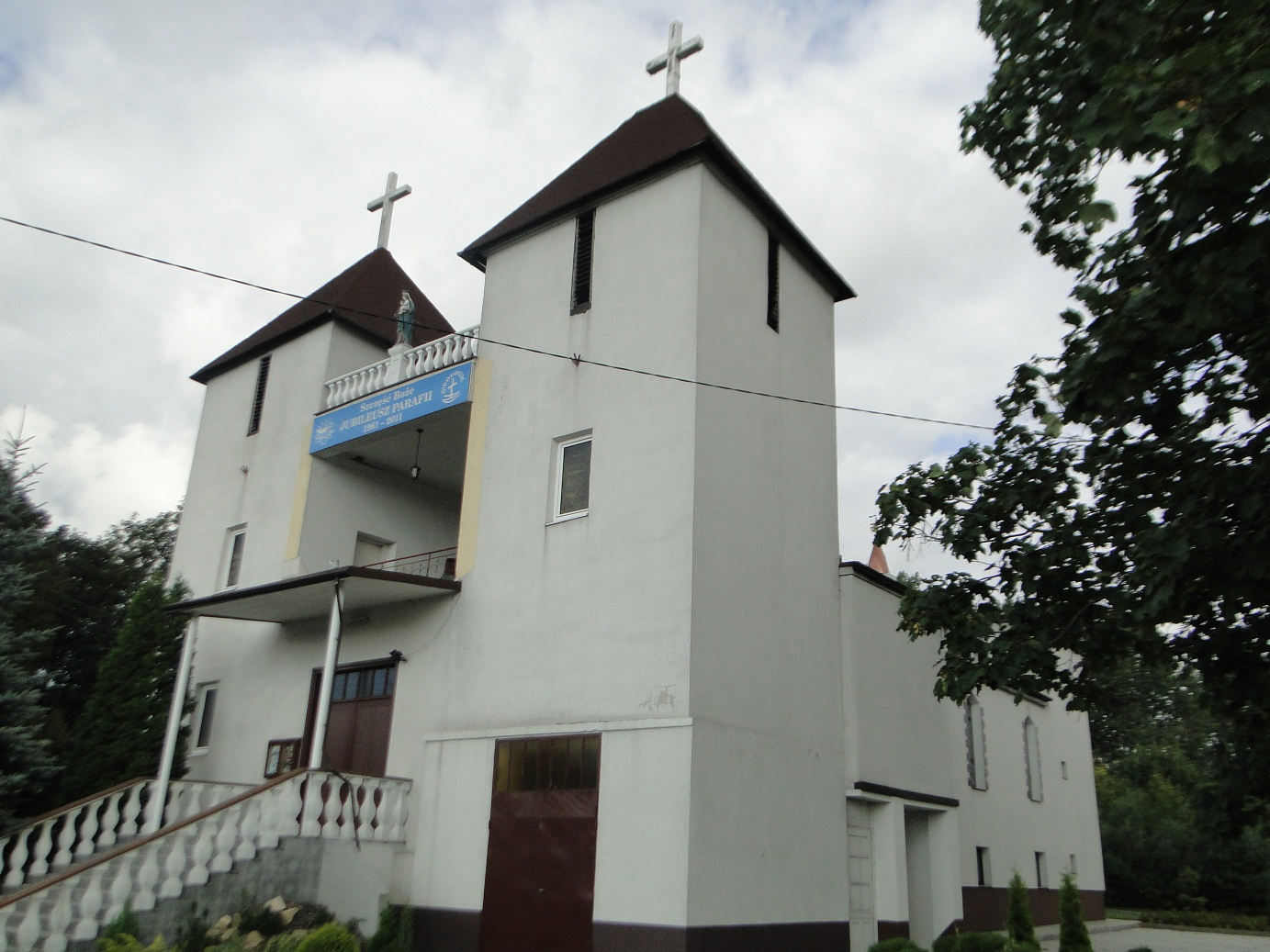
Kościół polskokatolicki Matki Boskiej Nieustającej Pomocy w Strzyżowicach

  - Diecezja krakowsko-częstochowska[11]:
    - Dekanat krakowski (część) – parafia: Bielsko-Biała
    - Dekanat śląski (część) – parafie: Częstochowa; Rokitno Szlacheckie; Sosnowiec; Strzyżowice
- Katolicki Kościół Narodowy w Polsce – parafie: Bytom, Cieszyn, Rybnik, Tarnowskie Góry[12]
- Kościół Katolicki Mariawitów – diaspora w Będzinie[13]
- Kościół Starokatolicki Mariawitów
  - Diecezja śląsko-łódzka (część) – parafie: Gniazdów; Koziegłowy; Sosnowiec; Starcza[14]

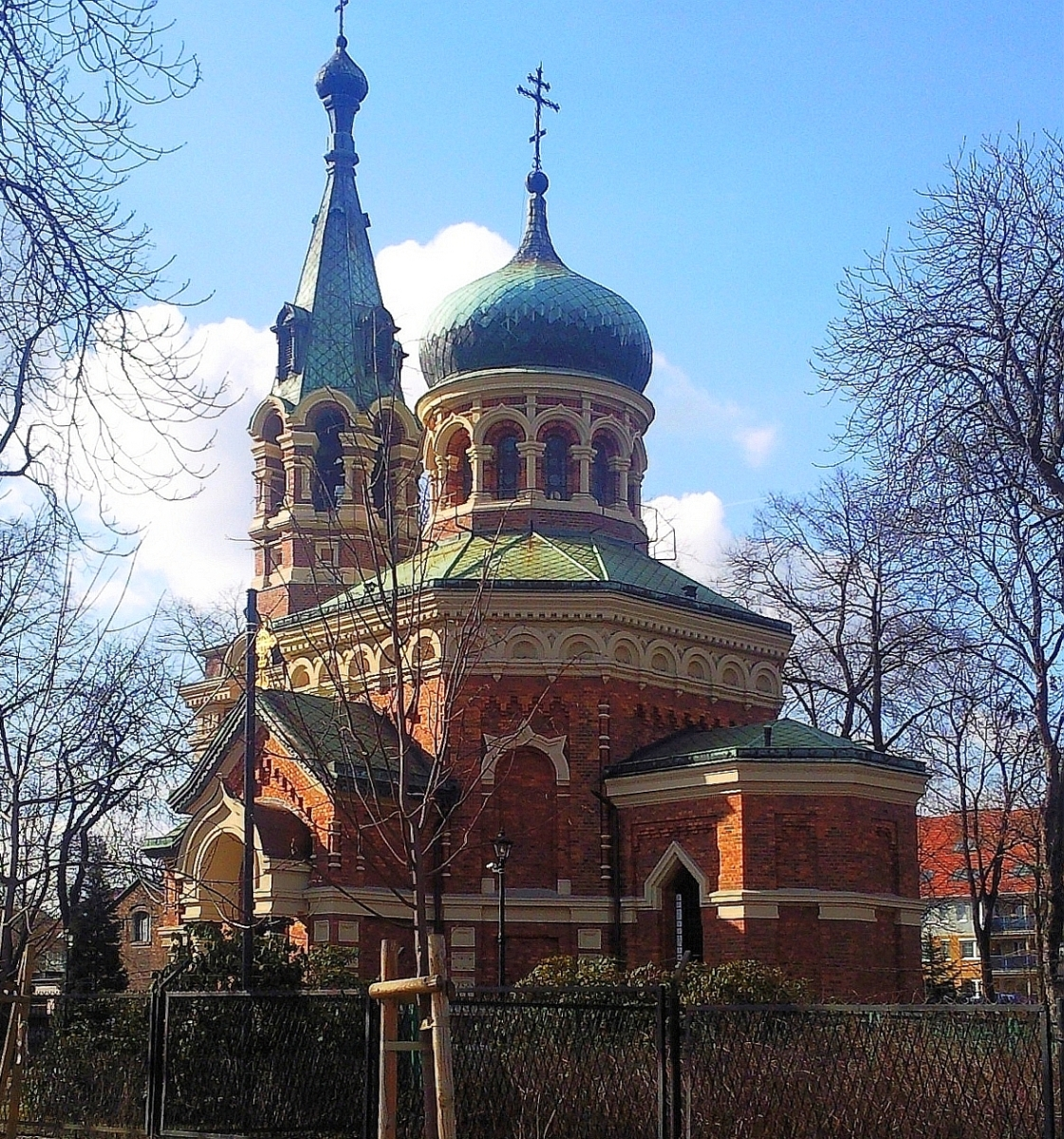
Cerkiew prawosławna w Sosnowcu

### Prawosławie
- Polski Autokefaliczny Kościół Prawosławny

- Diecezja łódzko-poznańska

- Dekanat Kraków (część) – parafie: Bielsko-Biała; Częstochowa; Sosnowiec

### Protestantyzm

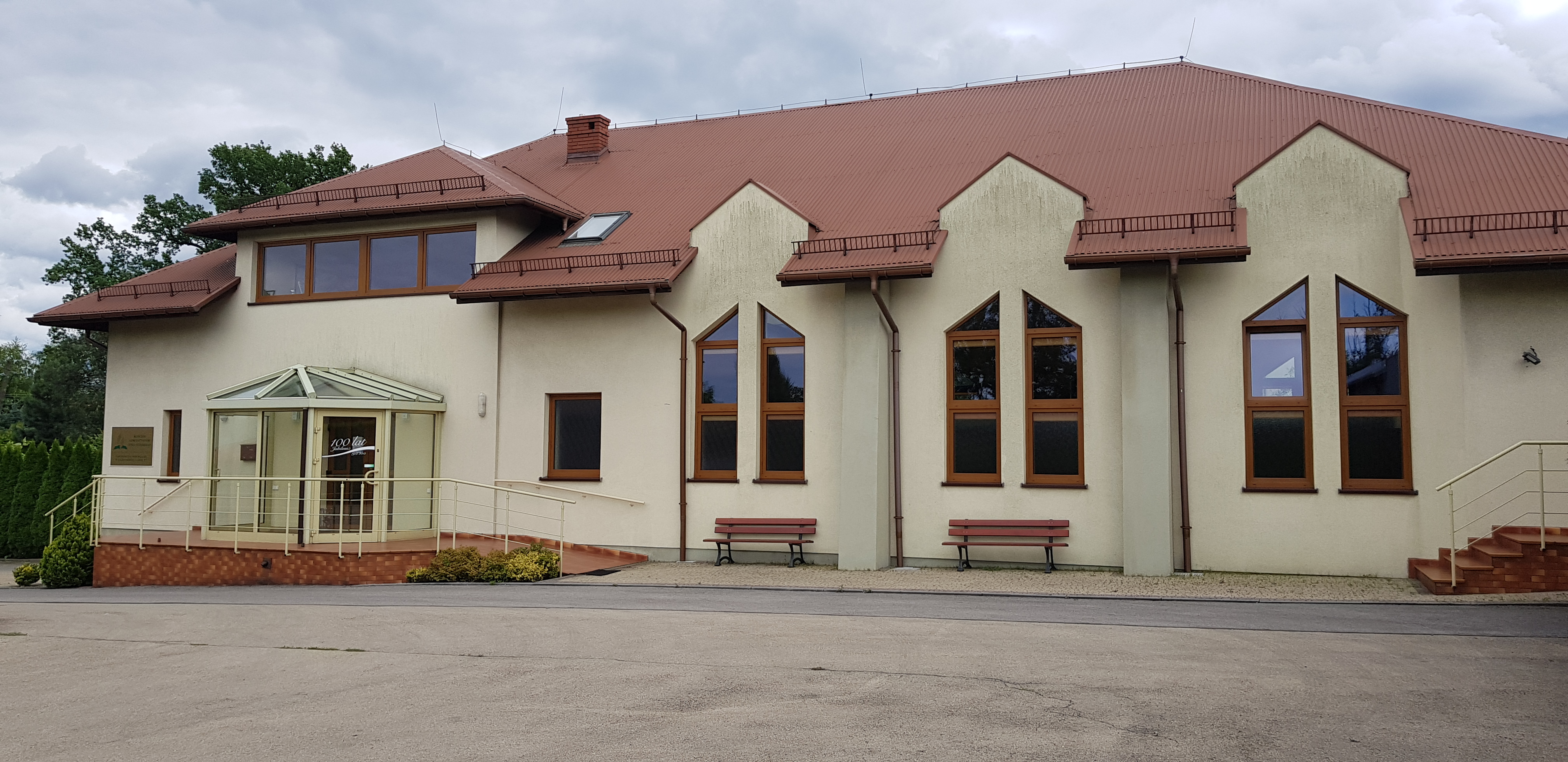
Kościół Adwentystów Dnia Siódmego w Jaworzu

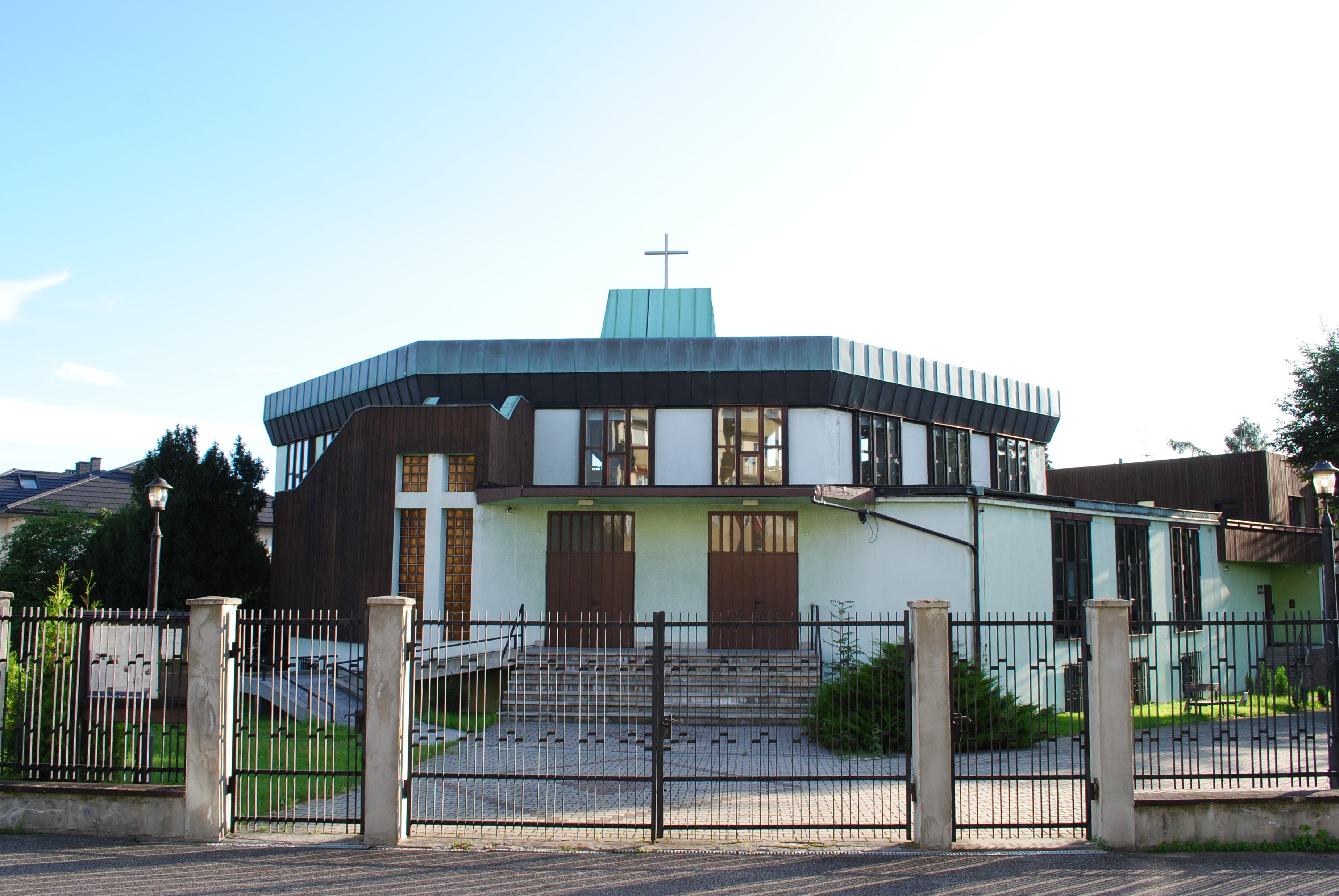
Kościół I Zboru Chrześcijan Baptystów w Katowicach

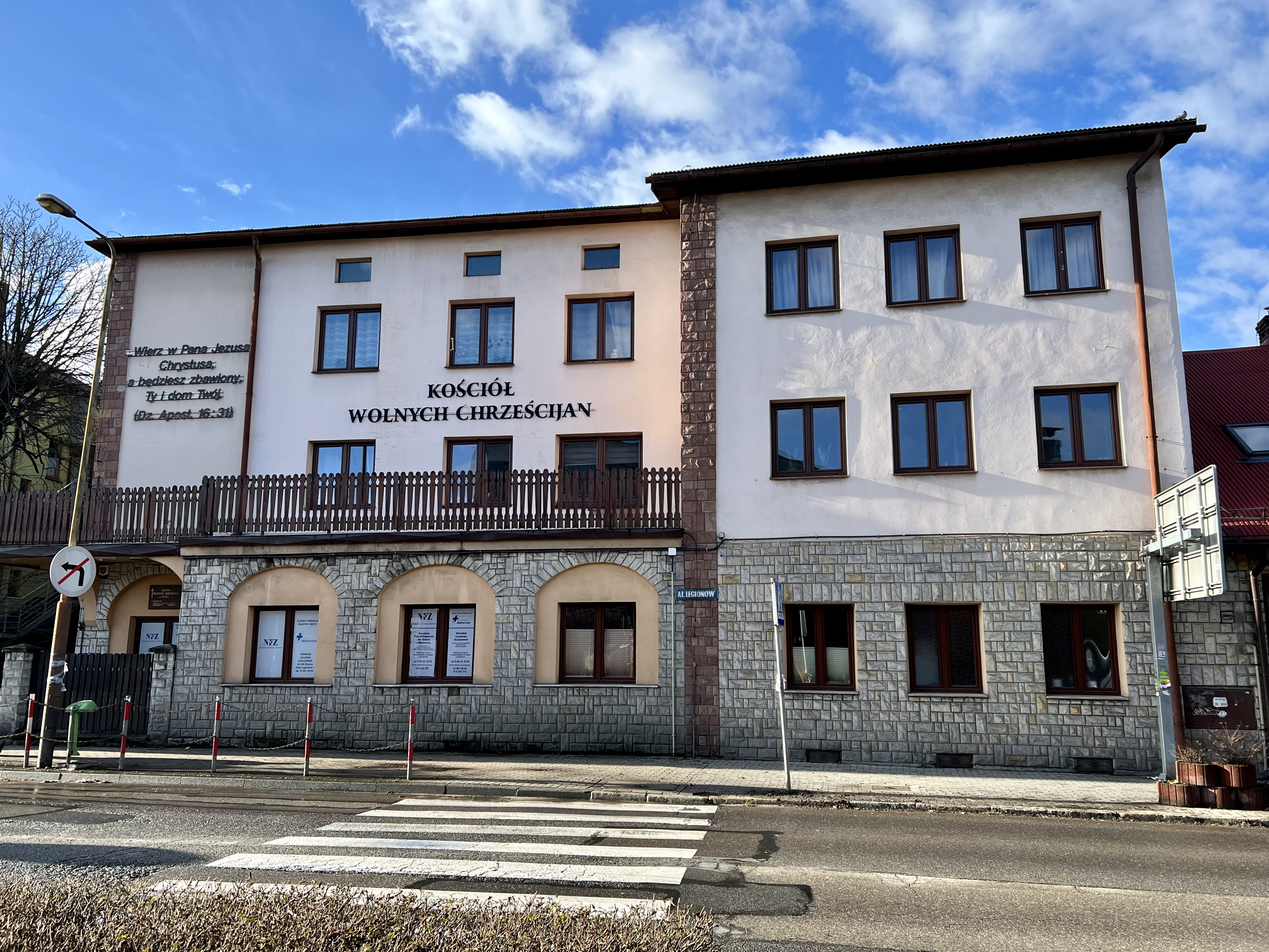
Kościół Wolnych Chrześcijan w Żywcu

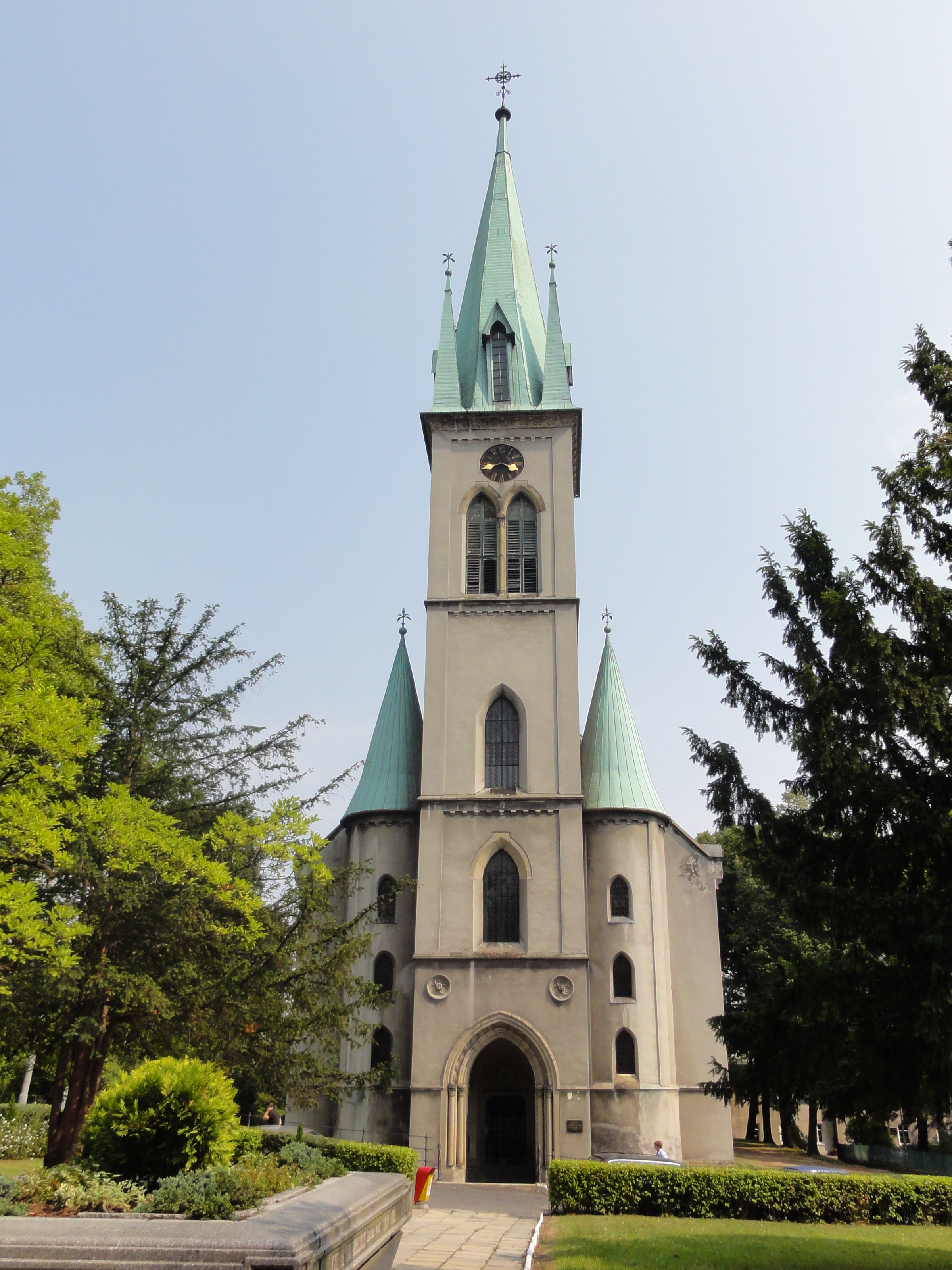
Kościół ewangelicko-augsburski Zbawiciela w Bielsku-Białej

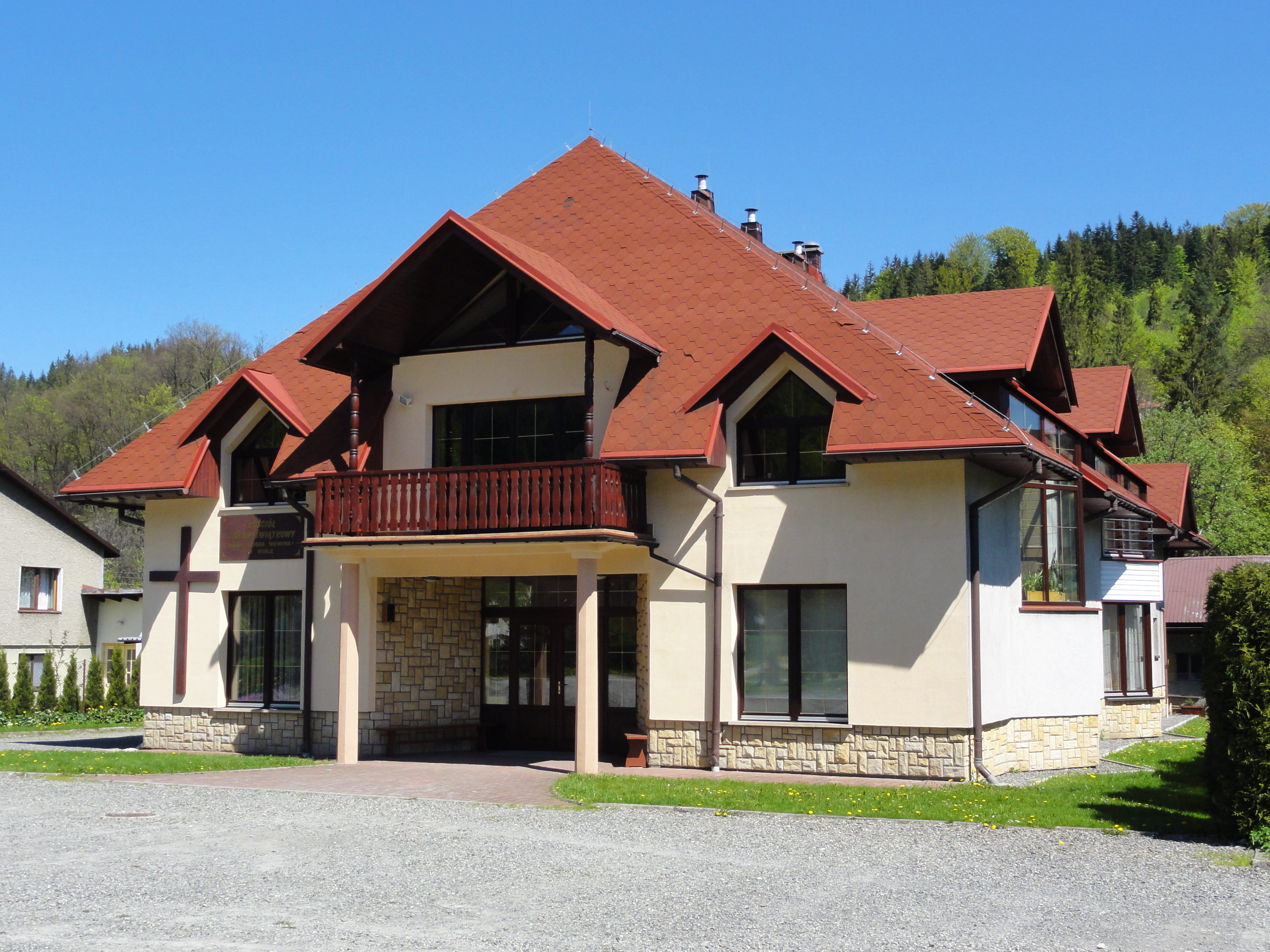
Kościół Zielonoświątkowy w Wiśle-Nowej Osadzie

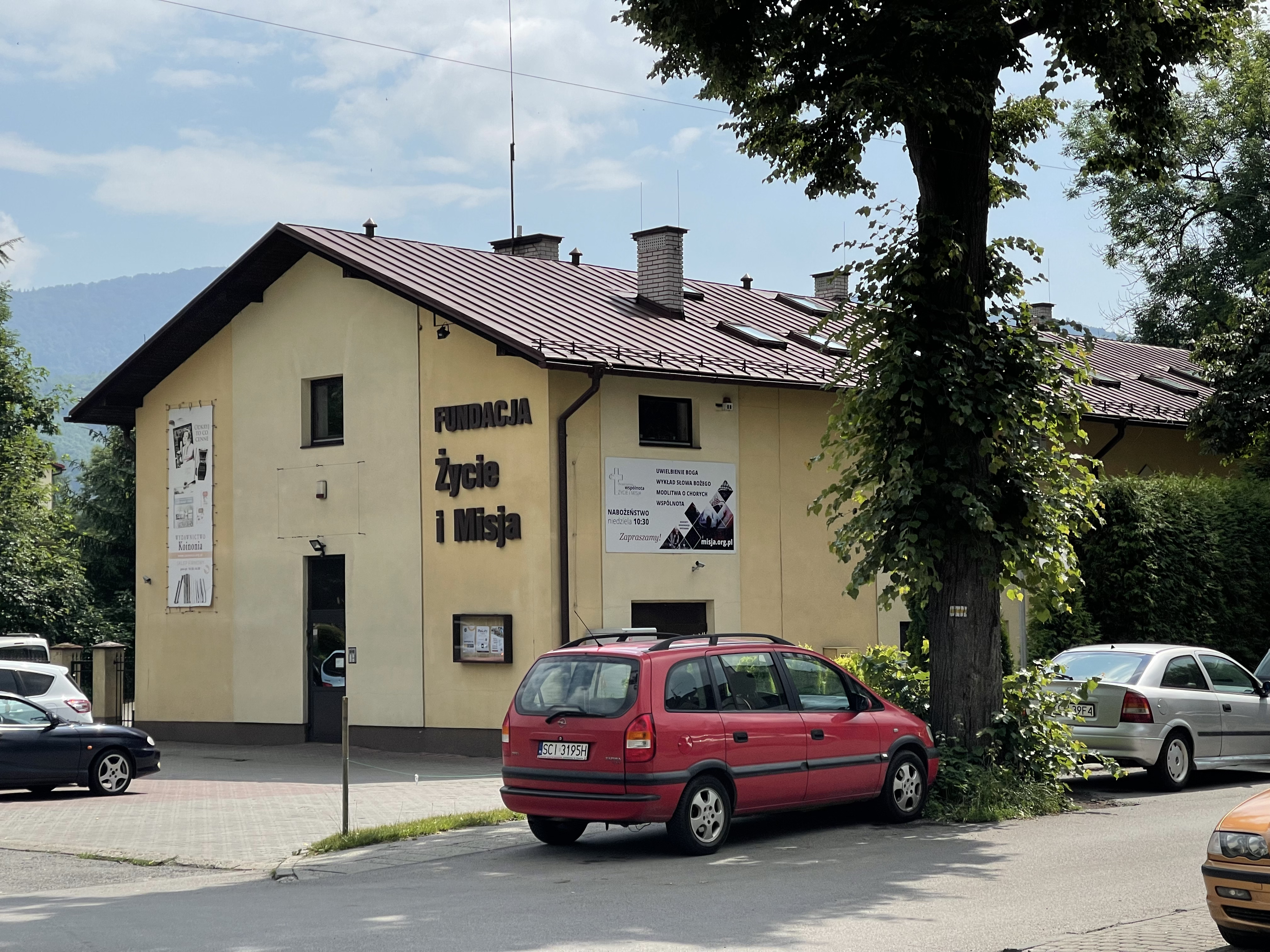
Siedziba Chrześcijańskiej Wspólnoty „Życie i Misja” w Ustroniu

#### Adwentyzm
- Kościół Adwentystów Dnia Siódmego
  - Diecezja południowa
    - Okręg południowy (część) – zbory: Bielsko-Biała (I Zbór, II Zbór); Cieszyn; Czechowice-Dziedzice; Jaworze; Skoczów; Ustroń; Wisła; Zaborze; Żywiec[18]
    - Okręg zachodni (część) – zbory: Bytom; Częstochowa; Gliwice; Jastrzębie-Zdrój; Jaworzno; Katowice; Kochanowice; Myszków; Pszczyna; Ruda Śląska; Rybnik; Sosnowiec; Tarnowskie Góry; Zabrze; Żory[18]
- Kościół Adwentystów Dnia Siódmego Ruch Reformacyjny – zbór: Katowice (z kaplicą w Rudzie Śląskiej)[19]
- Kościół Chrześcijan Dnia Sobotniego – zbory: Bielsko-Biała; Brenna; Czeladź; Żory[20]
- Kościół Reformowany Adwentystów Dnia Siódmego – zbór: Bytom[21]
- Mesjańskie Zbory Boże (Dnia Siódmego) – zbory: Bytom (punkty misyjne: Częstochowa, Rybnik, Katowice, Tarnowskie Góry); Żywiec (punkty misyjne: Bielsko-Biała, Czerwionka-Leszczyny, Jastrzębie-Zdrój, Sosnowiec, Wodzisław Śląski)[22]

#### Baptyzm
- Kościół Chrześcijan Baptystów – zbory: Bielsko-Biała; Bytom; Chorzów; Częstochowa; Katowice (I Zbór, II Zbór); Mikołów; Orzesze; Tarnowskie Góry, Wisła, Zabrze[23]

#### Bracia plymuccy
- Kościół Wolnych Chrześcijan – zbory: Bielsko-Biała; Bytom; Cieszyn; Chorzów; Częstochowa; Dzięgielów; Jastrzębie-Zdrój; Jaworzno; Katowice; Mikołów; Myszków; Palowice; Piasek; Rybnik; Rydułtowy; Skoczów; Strumień; Świętochłowice; Tychy; Ustroń-Nierodzim; Zabrze; Żory; Żywiec[24]
- Stowarzyszenie Zborów Chrześcijan w RP – zbory: Katowice[25], Mikołów[26], Rybnik[25]
- Zbór Wolnych Chrześcijan w Jaworznie (niezależny)[21]

#### Luteranizm
- Kościół Ewangelicko-Augsburski
  - Diecezja cieszyńska – parafie: Bielsko-Biała (Bielsko[27], Biała (filiały: Szczyrk[28], Węgierska Górka[29]), Stare Bielsko[30]); Bładnice[31]; Brenna (filiał: Górki Wielkie)[32]; Cieszyn (filiały: Bażanowice, Gumna, Hażlach, Krasna, Marklowice, Ogrodzona, Puńców, Zamarski)[33]; Cisownica; Czechowice-Dziedzice[34]; Dzięgielów[35]; Drogomyśl (filiały: Bąków, Pruchna)[36]; Goleszów (filiały: Godziszów, Kisielów, Kozakowice Dolne, Leszna Górna)[37]; Istebna[38]; Jaworze (filiały: Jasienica, Świętoszówka, Wapienica)[39]; Międzyrzecze Górne (filiał: Mazańcowice)[40]; Skoczów (filiały: Dębowiec, Simoradz, Pierściec)[41]; Ustroń (filiały: Dobka, Polana)[42]; Wieszczęta[43]; Wisła (Centrum[44], Czarne[45], Głębce[46], Jawornik[47], Malinka[48])
  - Diecezja katowicka (część) – parafie: Bytom (Centrum[49], Miechowice[50]); Chorzów[51]; Czerwionka-Leszczyny[52]; Częstochowa (filiały: Lubliniec, Piasek)[53]; Gliwice[54]; Golasowice[55]; Gołkowice[56]; Jastrzębie-Zdrój[57]; Katowice (Centrum[58], Szopienice[59]); Laryszów[60]; Lędziny-Hołdunów[61]; Mikołów[62]; Mysłowice[63]; Orzesze[64]; Pszczyna[65]; Pyskowice[66]; Racibórz[67]; Ruda Śląska-Wirek[68]; Rybnik[69]; Siemianowice Śląskie[70]; Sosnowiec[71]; Studzionka[72]; Świętochłowice[73]; Tarnowskie Góry[74]; Tychy[75]; Warszowice[76]; Wodzisław Śląski[77]; Zabrze[78]; Żory[79]

#### Kalwinizm
- Kościół Ewangelicko-Reformowany w RP – grupa diasporalna: Katowice[80]

#### Kościoły Chrystusowe
- Kościół Chrystusowy w RP – zbory: Dąbrowa Górnicza; Jaworzno; Katowice; Rybnik; Sosnowiec[81]

#### Kościoły lokalne
- Kościół Chrześcijan w Rybniku[21][82]
- Kościół w Wodzisławiu Śląskim[83]

#### Metodyzm
- Kościół Ewangelicko-Metodystyczny – parafie: Bielsko-Biała; Bytom; Gliwice; Katowice[84]

#### Pentekostalizm
- Centrum Chrześcijańskie Kanaan – kościoły lokalne: Bytom, Cieszyn[85]
- Chrześcijański Kościół „Maranatha” w Wiśle – siedziba: Wisła[86]
- Chrześcijańska Wspólnota Zielonoświątkowa – zbory: Dankowice; Gliwice-Łabędy; Ruda Śląska; Zabrze; Żory[87]
- Kościół Aktywnych Chrześcijan w RP – zbór: Ustroń-Nierodzim[88]
- Kościół Chrześcijan Wiary Ewangelicznej – zbory: Bytom; Cieszyn; Miasteczko Śląskie; Rokitno Szlacheckie[89]
- Kościół Boży w Chrystusie – zbory: Cieszyn, Gliwice, Katowice (placówka Wspólnoty Odkupionych Chrześcijan w Krakowie), Kuźnia Raciborska, Knurów, Mysłowice, Rybnik[90][91]
- Kościół Boży w Polsce – zbory: Będzin; Bytom; Częstochowa; Dąbrowa Górnicza; Katowice; Ruda Śląska; Rybnik (Kościół Boży „Nowe Życie”, Kościół dla Wszystkich Ludzi)[92]
- Kościół Chrześcijan Pełnej Ewangelii „Obóz Boży” – kościół lokalny: Gliwice[93]
- Kościół Chrześcijański „Słowo Wiary” – zbór: Częstochowa[94]
- Kościół Chwały – kościoły lokalne: Cieszyn, Częstochowa[95][96]
- Kościół Pentakostalny w RP – zbór: Żory[21][97][82]
- Kościół Zielonoświątkowy
  - Okręg południowy (część) – zbory: Będzin; Bielsko-Biała; Cieszyn; Czechowice-Dziedzice; Częstochowa („Odnowa”, „Shoreline”); Dąbrowa Górnicza; Gliwice; Hażlach; Jastrzębie-Zdrój; Jaworzno; Katowice („Betania”, „Serce Metropolii”); Lubliniec; Racibórz; Rybnik; Skoczów; Tychy; Ustroń; Wisła („Dobra Nowina”, „Syloe”); Wodzisław Śląski; Zawiercie; Zebrzydowice; Żory; Żywiec („Kościół w Drodze”, Zbór w Żywcu)[98]
- Revival Fire Christian Centre – siedziba: Bielsko-Biała[99]
- Ruch Williama Branhama – zbory: Bażanowice; Bielsko-Biała; Gliwice; Jastrzębie-Zdrój; Katowice; Pszczyna; Wisła (Zbór Ewangelii Łaski, Zbór Poselstwa Czasów Końca); Żywiec[100][101]
- Zbór Kościoła Zmartwychwstałego w Tarnowskich Górach[102]
- Zbór Stanowczych Chrześcijan (grupa niezarejestrowana) – siedziba: Wisła[103]

#### Inneewangelikalne
- Chrześcijańska Wspólnota Ewangeliczna – kościoły lokalne: Bielsko-Biała, Tarnowskie Góry; placówki: Bytom („Kościół Ludzi Bezdomnych”, „Nowe Narodzenie”), Gliwice, Jastrzębie-Zdrój, Katowice/Chorzów, Sosnowiec, Syrynia, Ustroń, Wilkowice, Zabrze, Zawiercie (placówka I, placówka II)[104]
- Chrześcijańska Wspólnota Żory – siedziba: Żory[105]
- Chrześcijańska Wspólnota „Życie i Misja” – siedziba: Ustroń[106]
- Ewangeliczny Kościół Chrześcijański – parafie: Katowice, Racibórz, Rybnik, Wodzisław Śląski, Żory[107]
- Ewangeliczny Związek Braterski w RP – zbór: Sosnowiec[108]
- Kościół Chrześcijański w Częstochowie[109]
- Kościół Chrześcijański w Duchu Prawdy i Pokoju – kościół lokalny: Rybnik[21][82]
- Kościół Ewangelicznych Chrześcijan – zbory: Jastrzębie-Zdrój; Katowice; Pszczyna; Racibórz; Wodzisław Śląski; Żywiec[110]
- Misja „Centrum Służby Życia” – zbór: Skoczów[111]
- Polski Ewangeliczny Kościół Braterski w Tarnowskich Górach – zbór: Tarnowskie Góry[82][21]; placówka: Mikołów[21]

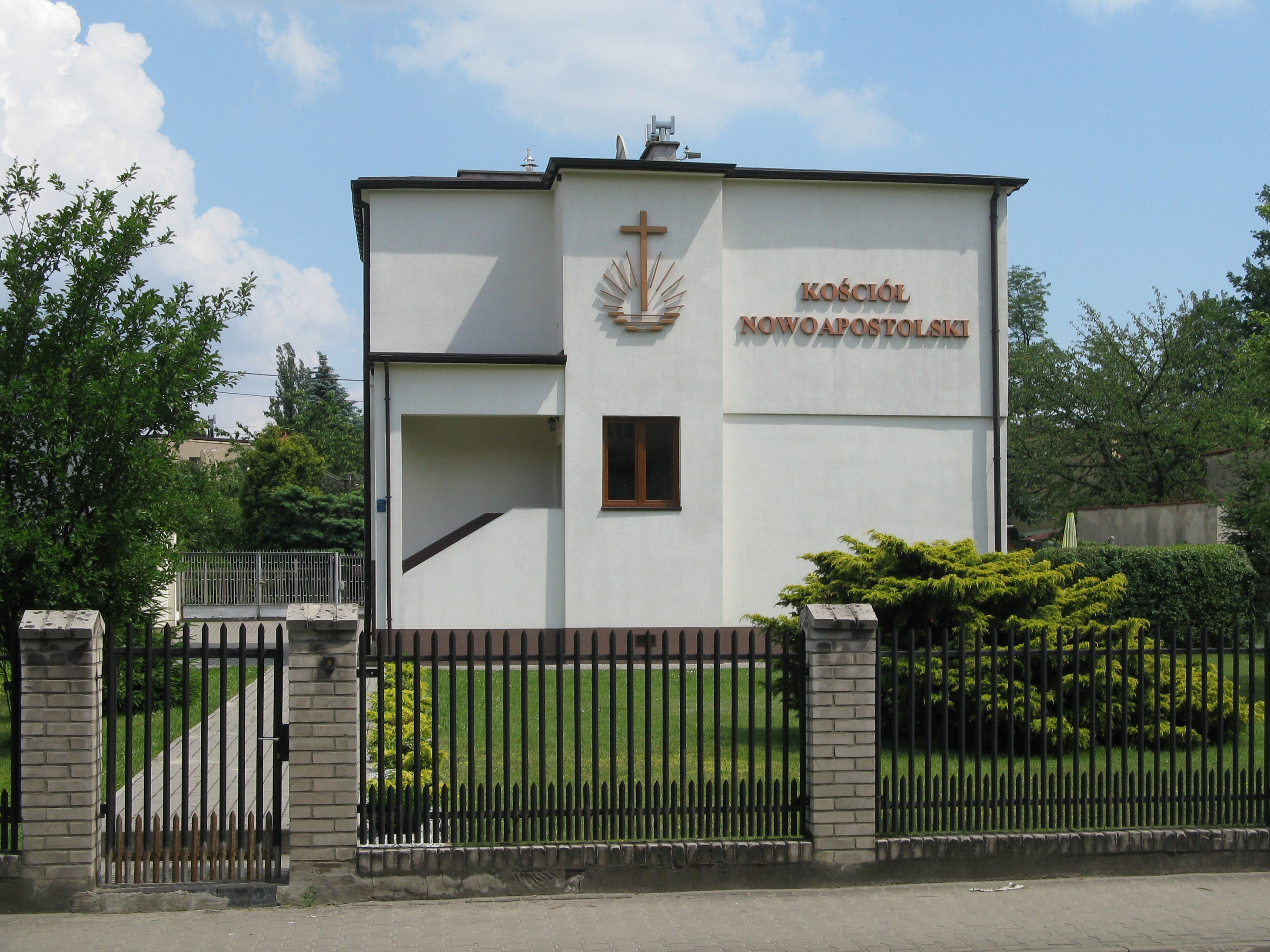
Kościół Nowoapostolski w Chorzowie

### Irwingianizm
- Kościół Nowoapostolski – zbory: Chorzów, Żory[112]

### Restoracjonizm

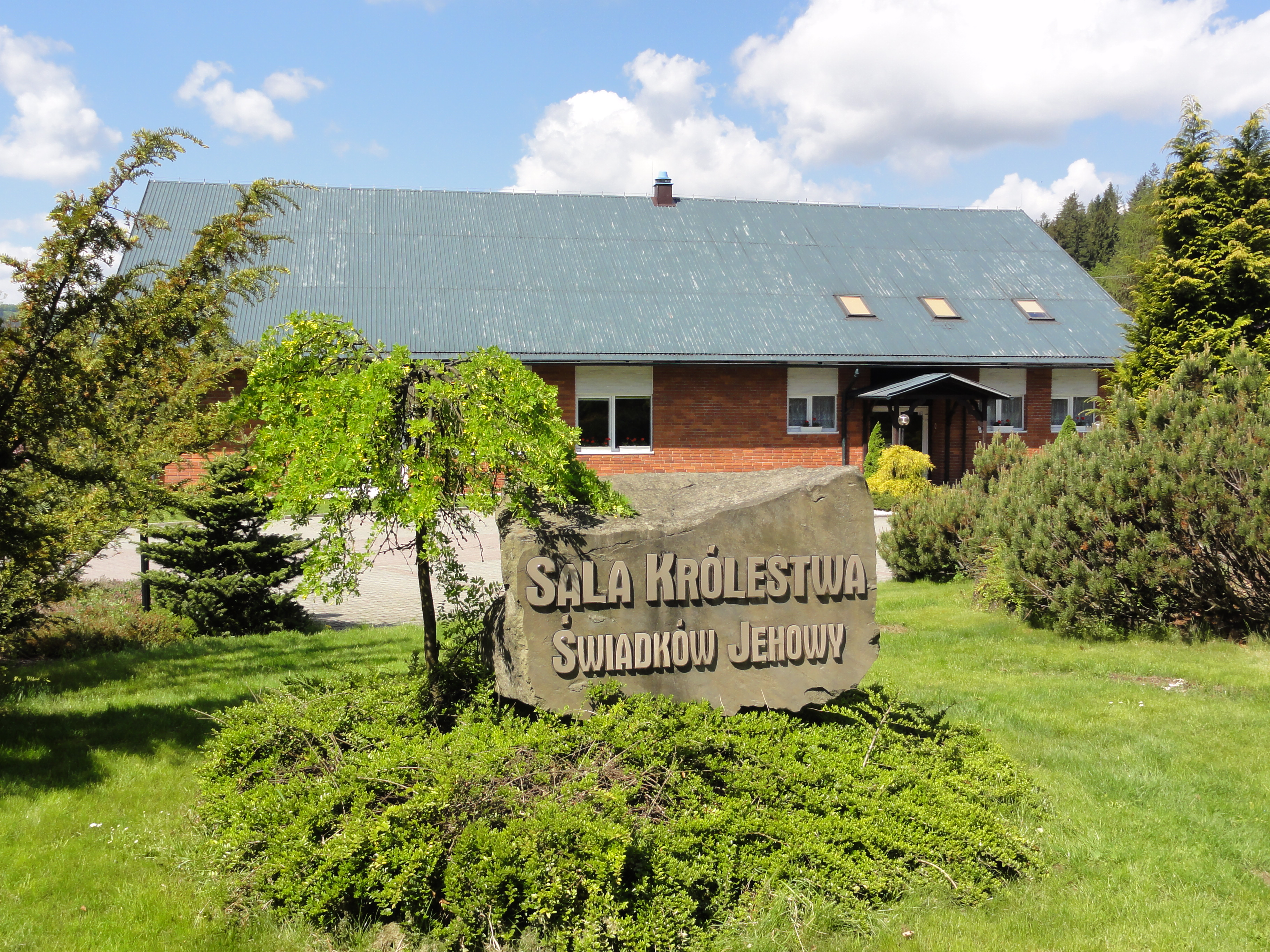
Sala Królestwa Świadków Jehowy w Wiśle

#### Ruch Badacki
- Świadkowie Jehowy

41 084 głosicieli w 184 zborach (w tym 1 polskiego języka migowego, 1 angielskojęzycznego, 4 rosyjskojęzycznych, 3 ukraińskojęzycznych oraz grupy angielskojęzycznej, dwóch grup j. migowego, grupy ukraińskojęzycznej i grupy rosyjskojęzycznej).
- Zbory: Katowice (14), Będzin (4), Bielsko-Biała (8), Blachownia, Bytom (9), Chorzów (3), Cieszyn (2), Czechowice-Dziedzice (2), Czeladź (3), Czerwionka, Częstochowa (8), Dąbrowa Górnicza (7), Dobieszowice, Drogomyśl (2), Gliwice (8), Jasienica, Jaworzno (4), Jastrzębie-Zdrój (6), Kłobuck (2), Knurów (3), Konopiska, Krzepice, Leszczyny k. Rybnika, Lędziny (2), Lubliniec (2), Łaziska Górne, Łazy, Mikołów, Myszków (2), Mysłowice (4), Nowe Chechło, Pawłowice Śląskie, Piekary Śląskie (4), Poraj (2), Poręba, Przeczyce, Pszczyna, Pszów, Pyrzowice, Pyskowice, Racibórz (2), Radlin, Rajcza, Ruda Śląska (7), Rybnik (5), Rydułtowy (2), Siemianowice Śląskie (4), Siewierz, Sławków, Skoczów (3), Sosnowiec (12), Świętochłowice (2), Tarnowskie Góry (2), Tychy (5), Ustroń (3), Wisła (4), Wodzisław Śląski (3), Wojkowice, Wola k. Pszczyny, Woźniki, Zabrze (10), Zawiercie (3), Żory (4), Żywiec (2).
- Centrum Kongresowe w Sosnowcu.

- Niezależny Zbór w Rybniku „Społeczność Chrześcijańska”[115]
- Świecki Ruch Misyjny „Epifania” – zbory: Bielsko-Biała; Bytom; Cieszyn; Czechowice-Dziedzice; Dąbrowa Górnicza; Gliwice; Orzesze (Jaśkowice); Katowice; Rybnik; Tychy[116]
- Zrzeszenie Wolnych Badaczy Pisma Świętego – zbory: Żywiec, Żywiec-Moszczanica[117][118]

#### Ruch świętych w dniach ostatnich
- Kościół Jezusa Chrystusa Świętych w Dniach Ostatnich – gmina: Katowice[119]

## Bön
- Ligmincha Polska – ośrodek: Bielsko-Biała[120]

## Buddyzm
- Buddyjski Związek Diamentowej Drogi Linii Karma Kagyu – ośrodki: Bielsko-Biała; Bytom; Cieszyn; Częstochowa. Gliwice; Katowice; Racibórz; Rybnik; Sosnowiec; Tychy[121]
- Sangha „Dogen Zenji” – ośrodki: Gliwice, Katowice[122]
- Szkoła Zen Kwan Um w Polsce – ośrodek: Katowice[123]
- Związek Buddyjski Bencien Karma Kamtsang – ośrodki: Bielsko-Biała, Katowice[124]

## Islam
- Liga Muzułmańska w RP – Centrum Kultury Islamu w Katowicach[125]

## Judaizm

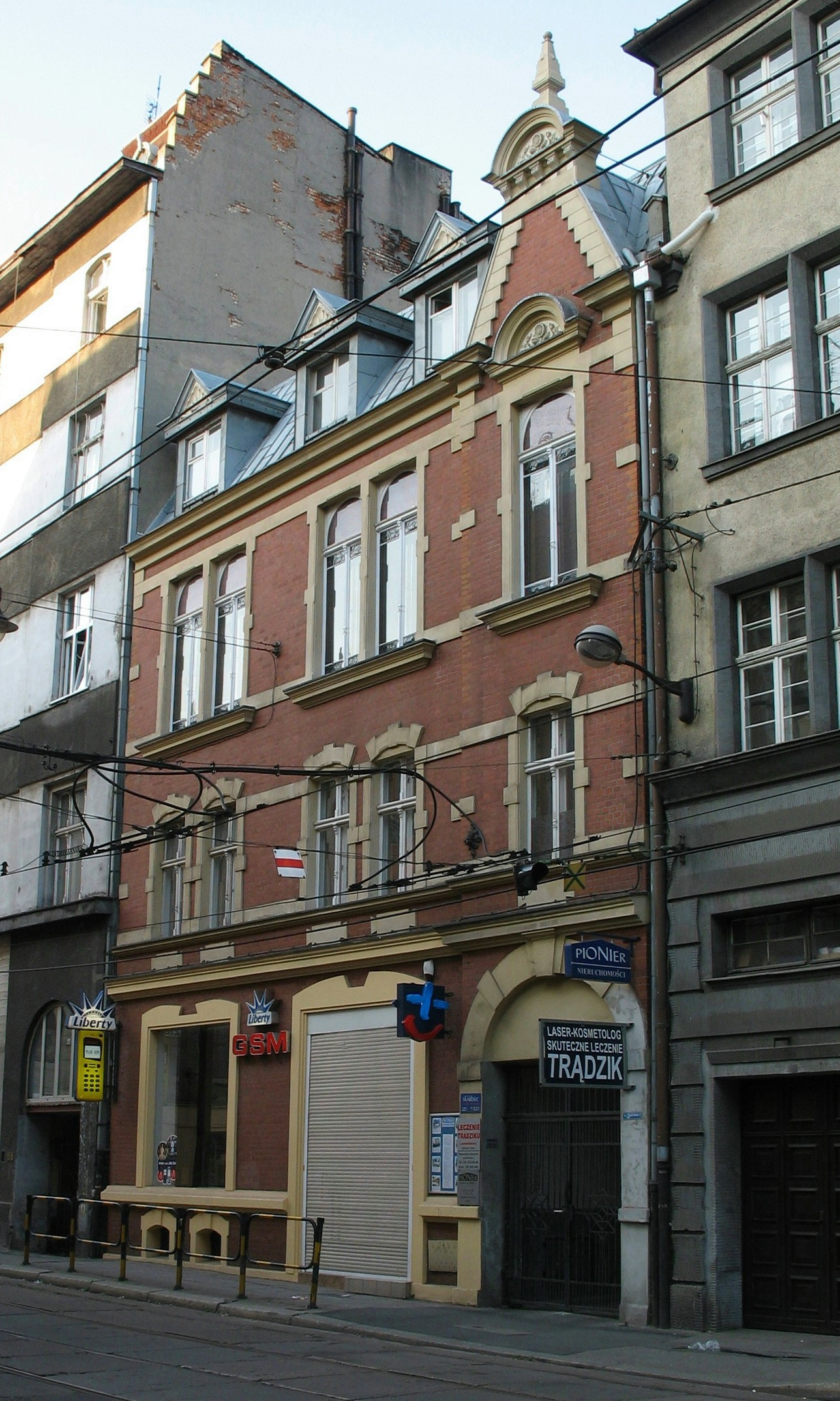
Obecnie już nieistniejąca synagoga w Gliwicach. Dziś w jej miejscu umieszczona została tablica pamiątkowa.

- Związek Gmin Wyznaniowych Żydowskich w RP –gminy: Bielsko-Biała; Katowice (filia: Gliwice)[126][127]

## Unitarianizm
- Wspólnota Unitarian Uniwersalistów w Chorzowie[82]

## Nowe ruchy religijne
- Lectorium Rosicrucianum – centrum: Katowice[128]